# Grand Prix Miami 2023
Grand Prix Miami 2023 (oficiálně Formula 1 Crypto.com Miami Grand Prix 2023) se jela na okruhu Miami International Autodrome v Miami Gardens na Floridě dne 7. května 2023. Závod byl pátým v pořadí v sezóně 2023 šampionátu Formule 1.

## Kvalifikace
Kvalifikace se uskutečnila 6. května 2023 v 16:00 místního času (UTC−4).
| Poř.                        | Č. | Jezdec           | Konstruktér                  | Časy v kvalifikaci | Časy v kvalifikaci | Časy v kvalifikaci | Pořadí na startu |
| Poř.                        | Č. | Jezdec           | Konstruktér                  | Q1                 | Q2                 | Q3                 | Pořadí na startu |
| --------------------------- | -- | ---------------- | ---------------------------- | ------------------ | ------------------ | ------------------ | ---------------- |
| 1                           | 11 | Sergio Pérez     | Red Bull Racing-Honda RBPT   | 1:27.713           | 1:27.328           | 1:26.841           | 1                |
| 2                           | 14 | Fernando Alonso  | Aston Martin Aramco-Mercedes | 1:28.179           | 1:27.097           | 1:27.202           | 2                |
| 3                           | 55 | Carlos Sainz Jr. | Ferrari                      | 1:27.686           | 1:27.148           | 1:27.349           | 3                |
| 4                           | 20 | Kevin Magnussen  | Haas-Ferrari                 | 1:27.809           | 1:27.673           | 1:27.767           | 4                |
| 5                           | 10 | Pierre Gasly     | Alpine-Renault               | 1:28.061           | 1:27.612           | 1:27.786           | 5                |
| 6                           | 63 | George Russell   | Mercedes                     | 1:28.086           | 1:27.743           | 1:27.804           | 6                |
| 7                           | 16 | Charles Leclerc  | Ferrari                      | 1:27.713           | 1:26.964           | 1:27.861           | 7                |
| 8                           | 31 | Esteban Ocon     | Alpine-Renault               | 1:27.872           | 1:27.444           | 1:27.935           | 8                |
| 9                           | 1  | Max Verstappen   | Red Bull Racing-Honda RBPT   | 1:27.363           | 1:26.814           | Bez času           | 9                |
| 10                          | 77 | Valtteri Bottas  | Alfa Romeo-Ferrari           | 1:27.864           | 1:27.564           | Bez času           | 10               |
| 11                          | 23 | Alexander Albon  | Williams-Mercedes            | 1:28.234           | 1:27.795           |                    | 11               |
| 12                          | 27 | Nico Hülkenberg  | Haas-Ferrari                 | 1:27.945           | 1:27.903           |                    | 12               |
| 13                          | 44 | Lewis Hamilton   | Mercedes                     | 1:27.846           | 1:27.975           |                    | 13               |
| 14                          | 24 | Čou Kuan-jü      | Alfa Romeo-Ferrari           | 1:28.180           | 1:28.091           |                    | 14               |
| 15                          | 21 | Nyck de Vries    | AlphaTauri-Honda RBPT        | 1:28.325           | 1:28.395           |                    | 15               |
| 16                          | 4  | Lando Norris     | McLaren-Mercedes             | 1:28.394           |                    |                    | 16               |
| 17                          | 22 | Júki Cunoda      | AlphaTauri-Honda RBPT        | 1:28.429           |                    |                    | 17               |
| 18                          | 18 | Lance Stroll     | Aston Martin Aramco-Mercedes | 1:28.476           |                    |                    | 18               |
| 19                          | 81 | Oscar Piastri    | McLaren-Mercedes             | 1:28.484           |                    |                    | 19               |
| 20                          | 2  | Logan Sargeant   | Williams-Mercedes            | 1:28.577           |                    |                    | 20               |
| 107 % času vítěze: 1:33.478 |    |                  |                              |                    |                    |                    |                  |
| Zdroj:                      |    |                  |                              |                    |                    |                    |                  |

## Závod
Závod se uskutečnil 7. května 2023 v 15:30 místního času (UTC−4).
| Poř.                                                                                 | No. | Jezdec           | Konstruktér                  | Počet kol | Čas/Odstoupení | Start | Body |
| ------------------------------------------------------------------------------------ | --- | ---------------- | ---------------------------- | --------- | -------------- | ----- | ---- |
| 1                                                                                    | 1   | Max Verstappen   | Red Bull Racing-Honda RBPT   | 57        | 1:27:38.241    | 9     | 26   |
| 2                                                                                    | 11  | Sergio Pérez     | Red Bull Racing-Honda RBPT   | 57        | +5.384         | 1     | 18   |
| 3                                                                                    | 14  | Fernando Alonso  | Aston Martin Aramco-Mercedes | 57        | +26.305        | 2     | 15   |
| 4                                                                                    | 63  | George Russell   | Mercedes                     | 57        | +33.229        | 6     | 12   |
| 5                                                                                    | 55  | Carlos Sainz Jr. | Ferrari                      | 57        | +42.511        | 3     | 10   |
| 6                                                                                    | 44  | Lewis Hamilton   | Mercedes                     | 57        | +51.249        | 13    | 8    |
| 7                                                                                    | 16  | Charles Leclerc  | Ferrari                      | 57        | +52.988        | 7     | 6    |
| 8                                                                                    | 10  | Pierre Gasly     | Alpine-Renault               | 57        | +55.670        | 5     | 4    |
| 9                                                                                    | 31  | Esteban Ocon     | Alpine-Renault               | 57        | +58.123        | 8     | 2    |
| 10                                                                                   | 20  | Kevin Magnussen  | Haas-Ferrari                 | 57        | +1:02.945      | 4     | 1    |
| 11                                                                                   | 22  | Júki Cunoda      | AlphaTauri-Honda RBPT        | 57        | +1:04.309      | 17    |      |
| 12                                                                                   | 18  | Lance Stroll     | Aston Martin Aramco-Mercedes | 57        | +1:04.754      | 18    |      |
| 13                                                                                   | 77  | Valtteri Bottas  | Alfa Romeo-Ferrari           | 57        | +1:11.637      | 10    |      |
| 14                                                                                   | 23  | Alexander Albon  | Williams-Mercedes            | 57        | +1:12.861      | 11    |      |
| 15                                                                                   | 27  | Nico Hülkenberg  | Haas-Ferrari                 | 57        | +1:14.950      | 12    |      |
| 16                                                                                   | 24  | Čou Kuan-jü      | Alfa Romeo-Ferrari           | 57        | +1:18.440      | 14    |      |
| 17                                                                                   | 4   | Lando Norris     | McLaren-Mercedes             | 57        | +1:27.717      | 16    |      |
| 18                                                                                   | 21  | Nyck de Vries    | AlphaTauri-Honda RBPT        | 57        | +1:28.949      | 15    |      |
| 19                                                                                   | 81  | Oscar Piastri    | McLaren-Mercedes             | 56        | +1 kolo        | 19    |      |
| 20                                                                                   | 2   | Logan Sargeant   | Williams-Mercedes            | 56        | +1 kolo        | 20    |      |
| Nejrychlejší kolo: Max Verstappen (Red Bull Racing-Honda RBPT) – 1:43.370 (51. kolo) |     |                  |                              |           |                |       |      |
| Zdroj:                                                                               |     |                  |                              |           |                |       |      |

Poznámky
1. ↑  Včetně bodu za nejrychlejší kolo.
2. ↑  Carlos Sainz Jr. obdržel penalizaci 5 sekund za překročení povolené rychlosti v pit lane. Jeho konečná pozice tím ale nebyla ovlivněna.

## Průběžné pořadí po závodě
|        | Pořadí | Jezdec           | Body |
| ------ | ------ | ---------------- | ---- |
|        | 1      | Max Verstappen   | 119  |
|        | 2      | Sergio Pérez     | 105  |
|        | 3      | Fernando Alonso  | 75   |
|        | 4      | Lewis Hamilton   | 56   |
|        | 5      | Carlos Sainz Jr. | 44   |
| Zdroj: |        |                  |      |

|        | Pořadí | Konstruktér                  | Body |
| ------ | ------ | ---------------------------- | ---- |
|        | 1      | Red Bull Racing-Honda RBPT   | 224  |
|        | 2      | Aston Martin Aramco-Mercedes | 102  |
|        | 3      | Mercedes                     | 96   |
|        | 4      | Ferrari                      | 78   |
|        | 5      | McLaren-Mercedes             | 14   |
| Zdroj: |        |                              |      |